# Titularbistum Caesarea in Cappadocia degli Armeni
Caesarea in Cappadocia degli Armeni (ital.: Cesarea di Capadocia degli Armeni) ist ein Titularbistum der katholischen Kirche, das vom Papst an Titularbischöfe aus der mit Rom unierten Armenisch-Katholischen Kirche vergeben wird. 
Es geht zurück auf den 1972 untergegangenen Bischofssitz in der Stadt Kaisareia, heute  Kayseri, die in der römischen Provinz Cappadocia Prima im Zentrum Kleinasiens lag.
| Titularbischöfe von Caesarea in Cappadocia degli Armeni |                                 |                                   |                   |                    |
| Nr.                                                     | Name                            | Amt                               | von               | bis                |
| 1                                                       | Manuel Batakian ICPB            | Weihbischof in Kilikien (Libanon) | 11. November 1994 | 12. September 2005 |
| 2                                                       | Raphaël François Minassian ICPB | Ordinarius von Osteuropa          | 24. Juni 2011     | 23. September 2021 |